# Віброметр
Вібро́метр (рос. виброметр, англ. vibrometer, vibration meter, нім. Vibrometern) — прилад для вимірювання лінійних або кутових зміщень тіл, що коливаються (вібрують).
Найпоширеніші електромеханічні віброметри, в яких механічні коливання, що вимірюються, перетворюються у коливання електричного струму (покази — на шкалі приладу). Використовуються також лазерні віброметри, що використовують ефект Доплера.Віброметрія — сукупність засобів і методів вимірювання величин, що характеризують вібрацію.
Застосовують для контролю роботи механізмів, у сейсмології, геофізиці та інш.